# سیارک ۱۱۰۰۷۳
سیارک ۱۱۰۰۷۳ (به انگلیسی: 110073 Leeonki، نامگذاری:2001SM113)۱۱۰۰۷۳مین سیارک کشف شده‌است که در ۲۰ سپتامبر ۲۰۰۱ کشف شد.